# Stateczność zboczy
Stateczność zboczy – zagadnienie geotechniki. Zbocze jest stateczne, gdy nie występują w nim ruchy masowe, takie jak osuwiska czy zsuwy.

## Charakterystyka
Miarą stateczności jest stosunek sił lub momentów sił dążących do zachowania równowagi do sił lub momentów sił dążących do osunięcia. Ocena stateczności skarp i zboczy polega na wyznaczeniu minimalnego wskaźnika stateczności F i porównaniu go ze wskaźnikiem dopuszczalnym dla danej konstrukcji. Zbocze jest uważane za stabilne, gdy F > 1, czyli siły stawiające opór przemieszczeniu są większe niż siły dążące do przemieszczenia mas gruntu, jednak wymagane wskaźniki dla różnych budowli wahają się zazwyczaj w granicach 1,2–1,5. Zagadnienie oceny stateczności skarp i zboczy obejmuje analizę statycznej i dynamicznej stabilności zboczy zapór, nasypów, wykopów itd.
W przypadku zboczy zbudowanych z gruntów luźnych mogą rozwijać się sferyczne strefy charakteryzujące się osłabioną wytrzymałością. Prawdopodobieństwo tego zdarzenia można przewidzieć posługując się prostymi pakietami do analizy dwuwymiarowej. Podstawową trudnością w analizie stateczności zboczy jest umiejscowienie powierzchni najbardziej prawdopodobnych przemieszczeń oraz znajomość warunków wodnogruntowych. Wiele osuwisk może być analizowanych jedynie po wypadkach, które następują, gdy siły prowadzące do przemieszczenia przekraczają stabilizujące siły tarcia.
W rejonach sejsmicznych zazwyczaj prowadzona jest analiza stateczności dla warunków statycznych i pseudo-statycznych, a siły trzęsienia ziemi są traktowane jako obciążenia statyczne.

## Metody analizy

### Metody stanów granicznych
Ze względu na to, że nie jest znana geometria bryły obsuwu, metody te mają na celu jej określenie (odnalezienie miejsca, gdzie zostanie przekroczony stan graniczny naprężenia). Metody te mogą być stosowane do ośrodków utworzonych z gruntów jednorodnych, lub o uśrednionych parametrach.
- Metoda Sokołowskiego
- Metoda Verdeyena
- Metoda Saarschmidta i Konečnego

### Metody równowagi granicznej
Przy analizie stateczności przyjmuje się, że wytrzymałość gruntu na ścinanie materiału na powierzchniach poślizgu podlega liniowym (analiza naprężeń całkowitych) i nieliniowym (analiza naprężeń efektywnych) zależnościom pomiędzy wytrzymałością na ścinanie a naprężeniem normalnym na tej powierzchni. W metodach tych zakłada się kształt bryły obsuwu i sprawdza jej warunki równowagi. Najczęściej stosowane są proste metody dwuwymiarowe.

#### Metody bryłowe
Są to najprostsze i jedne z najstarszych metod obliczania stateczności skarp. Metoda szwedzka (φ = 0) jest stosowana, gdy φ  = 0, czyli do analizy skarp zbudowanych z przesyconych wodą gruntów spoistych. Przyjmuje się, że powierzchnia poślizgu ma kształt cylindra. Podobnie metoda cylindryczna-tarcia jest stosowana do analizy zboczy zbudowanych z jednorodnych gruntów, lecz przy φ > 0. Metoda spirali logarytmicznej jest użyteczna w przypadku skarp zbudowanych z jednorodnego gruntu jednak powierzchnia poślizgu ma kształt fragmentu spirali.

#### Metody pasków
Najbardziej rozpowszechnionymi metodami równowagi granicznej są jednak metody pasków. Polegają one na wydzieleniu przemieszczającej się bryły materiału ograniczonej od dołu poprzez powierzchnię poślizgu i od góry przez powierzchnię terenu. Następnie dzieli się bryłę na pionowe bloki i rozpatruje się osobno siły działające na każdy z bloków. Szerokość bloków nie powinna przekraczać 1/10 szerokości bryły.

##### Metoda Felleniusa
Metoda Fellenius’a (także nazywana szwedzką lub zwyczajną) jest najprostszą metodą pasków. W metodzie tej zakłada się, że potencjalne powierzchnie poślizgu są walcowe. Dla danego konturu zbocza istnieje najbardziej niebezpieczna powierzchnia poślizgu, czyli charakteryzująca się najniższym współczynnikiem bezpieczeństwa. Zakłada on, ze siły pomiędzy paskami są równoległe do ich podstawy i przez to siły działające pomiędzy paskami są zaniedbane. Jest niedokładna przy analizie naprężeń efektywnych przy wysokim ciśnieniu porowym. Wskaźnik stateczności wyznaczany jest ze wzoru:
{\displaystyle F={\frac {\sum \limits _{i=1}^{n}[(G_{i}\cos \alpha _{i})\cdot \operatorname {tg} \,\varphi '+c\cdot l_{i}]}{\sum \limits _{i=1}^{n}(G_{i}\sin \alpha _{i})}}}
gdzie:
Gi – ciężar paska,
αi – kąt nachylenia siły normalnej do powierzchni poślizgu,
φ' – kąt tarcia wewnętrznego,
c – spoistość materiału,
li – długość podstawy paska,
n – liczba pasków.
W metodzie tej uwzględniony jest warunek równowagi momentów, ale nie jest uwzględniony warunek równowagi rzutów sił. Nieuwzględnienie sił wewnętrznych również generuje błąd (po stronie bezpiecznej). Wartości dopuszczalnego współczynnika stateczności przyjmuje się w granicach 1,1–1,3.

##### Uproszczona Metoda Bishopa

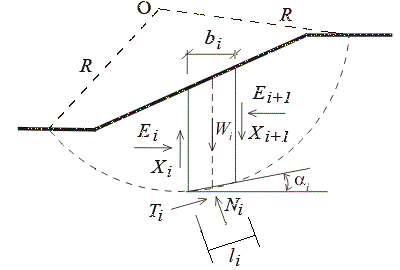
Analiza stateczności skarpy metodą Bishopa

Jej podstawowe założenia są takie, jak dla metody Felleniusa, z tym, że siły między blokami są skierowane poziomo – ich rzut na kierunek pionowy jest równy zeru, a ich wartość określa się za pomocą kolejnych przybliżeń z zastosowaniem ogólnych równań równowagi wewnętrznej, wartość normalnej określa się z sumy rzutów na kierunek pionowy. W równaniu równowagi momentów sił względem środka potencjalnej powierzchni poślizgu, z którego określa się wskaźnik stateczności F, nie uwzględnia się oddziaływania pomiędzy blokami – ich wypadkowa wywołuje moment przy analizie pojedynczego bloku, ale traktowane są one jako siły wewnętrzne, więc wywołany przez nie moment dla całej bryły jest równy zeru.
{\displaystyle F={\frac {\sum \limits _{i=1}^{n}[(G_{i}-u_{i}\cdot D_{xi})\cdot \operatorname {tg} \,\varphi '+c'\cdot D_{xi}]}{\cos \alpha _{i}(1+{\frac {\operatorname {tg} \,\varphi '\cdot \operatorname {tg} \,\alpha _{i}}{F}})\sum \limits _{i=1}^{n}(G_{i}\cos \alpha _{i})}}}
Gdzie Dx to szerokość paska, {\displaystyle D_{xi}=l_{i}\cos \alpha _{i}}
Obliczenia prowadzi się iteracyjnie, do momentu osiągnięcia zbieżności (różnica między iteracjami mniejsza niż 0,5%). Jest jednak bardziej dokładna przy analizie naprężeń efektywnych przy wysokim ciśnieniu porowym niż metoda Felleniusa.

##### Metoda Nonvelliera
Pozwala na analizę powierzchni poślizgu o kształcie dowolnej krzywej, wskaźnik stateczności określa z równania równowagi momentów względem dowolnego punktu, nie uwzględniającego oddziaływania między blokami (wypadkowy moment dla całej bryły jest równy zeru).

##### Metoda Morgensterna-Price’a
Pozwala na analizę powierzchni poślizgu o kształcie dowolnej krzywej. Klin odłamu dzielony jest na paski o szerokości dx, równania równowagi mają postać równań różniczkowych. Wykorzystuje równanie momentów względem środka podstawy paska, równanie rzutów na kierunek styczny do podstawy paska, oraz równanie rzutów na kierunek normalny do podstawy paska. Metoda spełnia wymagania metody rygorystycznej.

##### Metoda Janbu
Podobnie jak metoda Bishopa, polega przeprowadzeniu obliczeń metodą kolejnych przybliżeń. Linia poślizgu może mieć kształt dowolnej krzywej. Metoda ta korzysta z warunku równowagi sił.
{\displaystyle F={\frac {\sum \limits _{i=1}^{n}[(G_{i}-u_{i}\cdot D_{xi})\cdot \operatorname {tg} \,\varphi '+c'\cdot D_{xi}]}{\cos \alpha _{i}\cdot (1+{\frac {\operatorname {tg} \,\varphi '\cdot \operatorname {tg} \,\alpha _{i}}{F}})\cdot \sum \limits _{i=1}^{n}(G_{i}\operatorname {tg} \,\alpha _{i})}}}
Uproszczona metoda Janbu znajduje zastosowanie przy niecylindrycznych, płytkich i wydłużonych powierzchniach poślizgu, które nie są równolegle do powierzchni terenu.

##### Metoda Lorimera
Metoda Lorimera jest techniką oceny stabilności zboczy zbudowanych z gruntów spoistych. Różni się od metody Bishopa tym, że zamiast okręgu zakłada się powierzchnię poślizgu w przekroju mającej kształt klotoidy wynikającej z badań eksperymentalnych mających na celu uwzględnienie efektów cementacji.

##### Metoda Kezdiego
Ta metoda stosowana jest dla osuwisk, które następują wzdłuż nachylonej lub poziomej powierzchni poślizgu przy parciu czynnym gruntu i małych siłach oporu.

##### Metoda Sarma
Metoda ta jest stosowana przy bardziej złożonych sytuacjach i obliczeniach dynamicznych w warunkach sejsmicznych.

## Problemy ze statecznością zboczy
Utrata stateczności skarp i zboczy, będąca przyczyną osuwania się mas ziemnych, następuje w wyniku przekroczenia wytrzymałości gruntu na ścinanie wzdłuż dowolnej (ale ciągłej) powierzchni, zwanej powierzchnią poślizgu. Jedną z charakterystycznych cech osuwania się zboczy i skarp jest to, że zasadniczymi siłami, które je wywołują są:
- siły grawitacyjne pochodzące od ciężaru gruntu i ewentualnej zabudowy,
- siły hydrodynamiczne wywołane przepływem wody przez grunt.

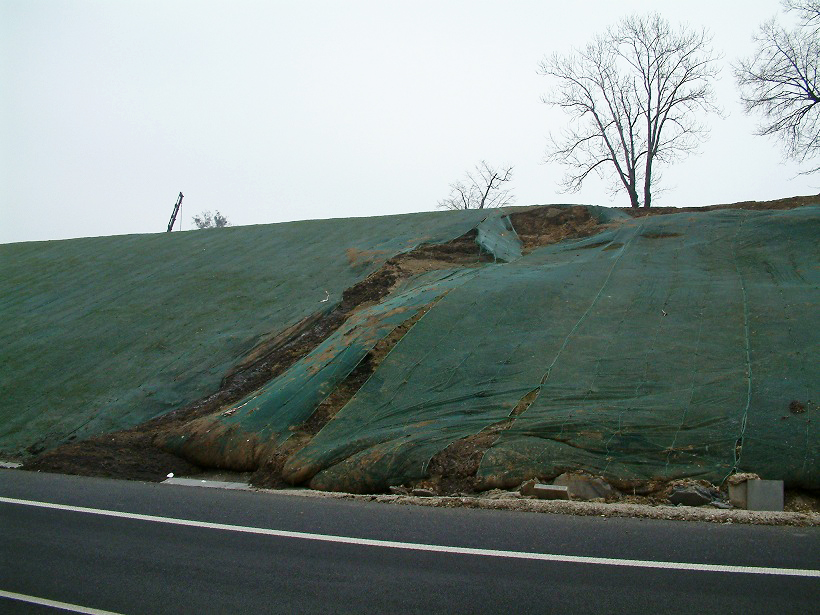
Osuwająca się skarpa.

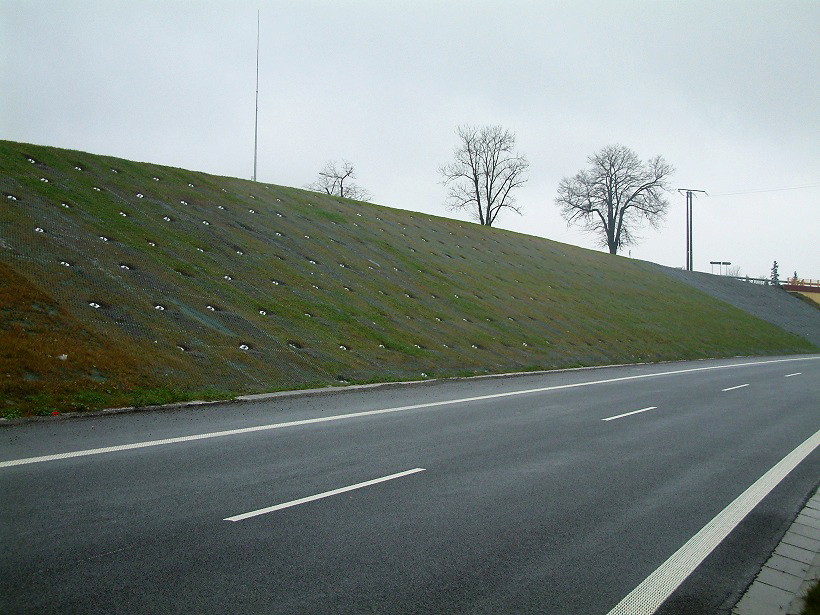
Zabezpieczenia powyższej skarpy przy pomocy gwoździ gruntowych (kotew biernych) oraz siatki stalowej o wysokiej wytrzymałości.

### Przyczyny powstawania osuwisk
Mogą być naturalne, niezależne od człowieka, jak też przez niego wywołane. Do najczęściej spotykanych należą:
- upad warstw gruntów lub kierunek spękań skał zgodny z kierunkiem nachylenia zbocza naturalnego lub sztucznego (wykop);
- podmycie lub podkopanie zbocza;
- obciążenie zbocza lub terenu nad nim przez budowle i składy materiałów;
- wypełnienie wodą szczelin lub spękań ponad zboczem;
- wypór wody i ciśnienie spływowe w masie gruntowej zbocza powstaje na skutek nagłego obniżenia poziomu wody powierzchniowej (np. zapory i obwałowania ziemne);
- napór wody od dołu na górne warstwy mało przepuszczalne powodujące zmniejszenie sił oporu na ścinanie;
- nasiąknięcie gruntu na skutek opadów deszczu lub tajania śniegu, co powoduje pęcznienie gruntu, a tym samym zmniejszenie wytrzymałości na ścinanie gruntu
- wietrzenie i rozluźnienie skał i gruntów, a więc niszczenie ich struktury;
- istnienie wygładzonych powierzchni poślizgu na terenach starych osuwisk (np. w iłach i iłołupkach);
- wstrząsy wywołane np. lawiną, wybuchami, trzęsieniem ziemi, ruchem drogowym;
- sufozja, tzn. wymywanie z masy gruntu drobniejszych ziaren lub cząstek przez infiltrującą wodę powodujące powstawanie kawern, a następnie ruchy mas skalnych lub gruntowych;
- przemarzanie i odmarzanie gruntu powodujące zmianę jego struktury i wytrzymałości na ścinanie;
- wypieranie gruntu (np. po odsłonięciu w wykopie gruntów plastycznych może nastąpić ich wyciśnięcie przez nacisk nadkładu poza wykopem i spowodować osuwisko skarpy);
- niewłaściwe zaprojektowanie nadkładu, nachylenia skarpy wykopu lub nasypu.

Oczywiście, równocześnie może występować więcej niż jedna przyczyna.

### Ocena zagrożenia osuwiskowego
Problem zabezpieczenia przed osuwiskami można rozpatrywać w dwóch różnych stanach:
- gdy osuwisko się uaktywniło,
- osuwisko nie jest aktywne, ale potencjalnie możliwe.

W każdym przypadku należy przeprowadzić obliczenia statyczne i zastanowić się nad doborem sposobu zabezpieczenia osuwiska.

### Sposoby stabilizacji osuwisk

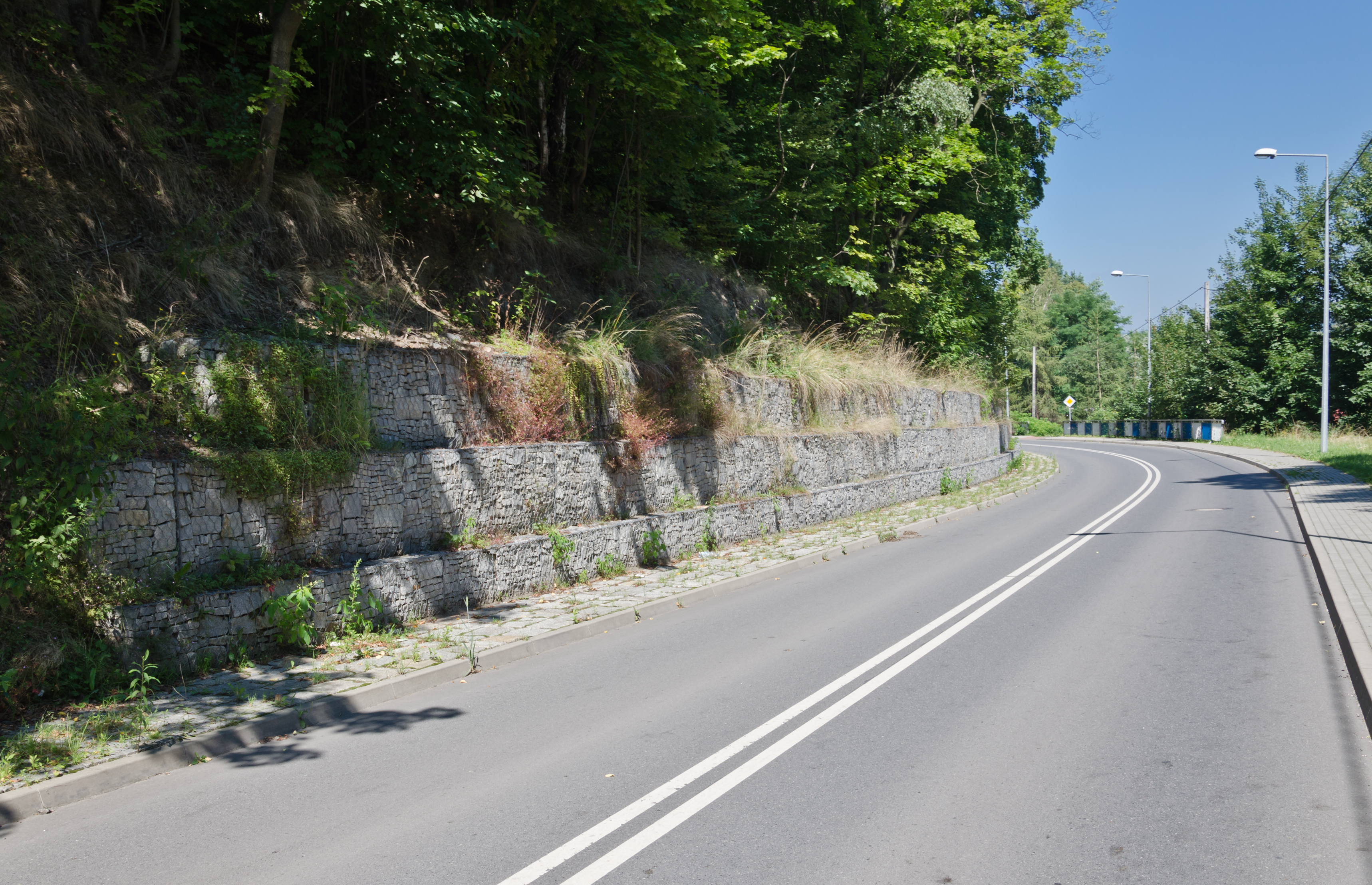
Mur oporowy z gabionów

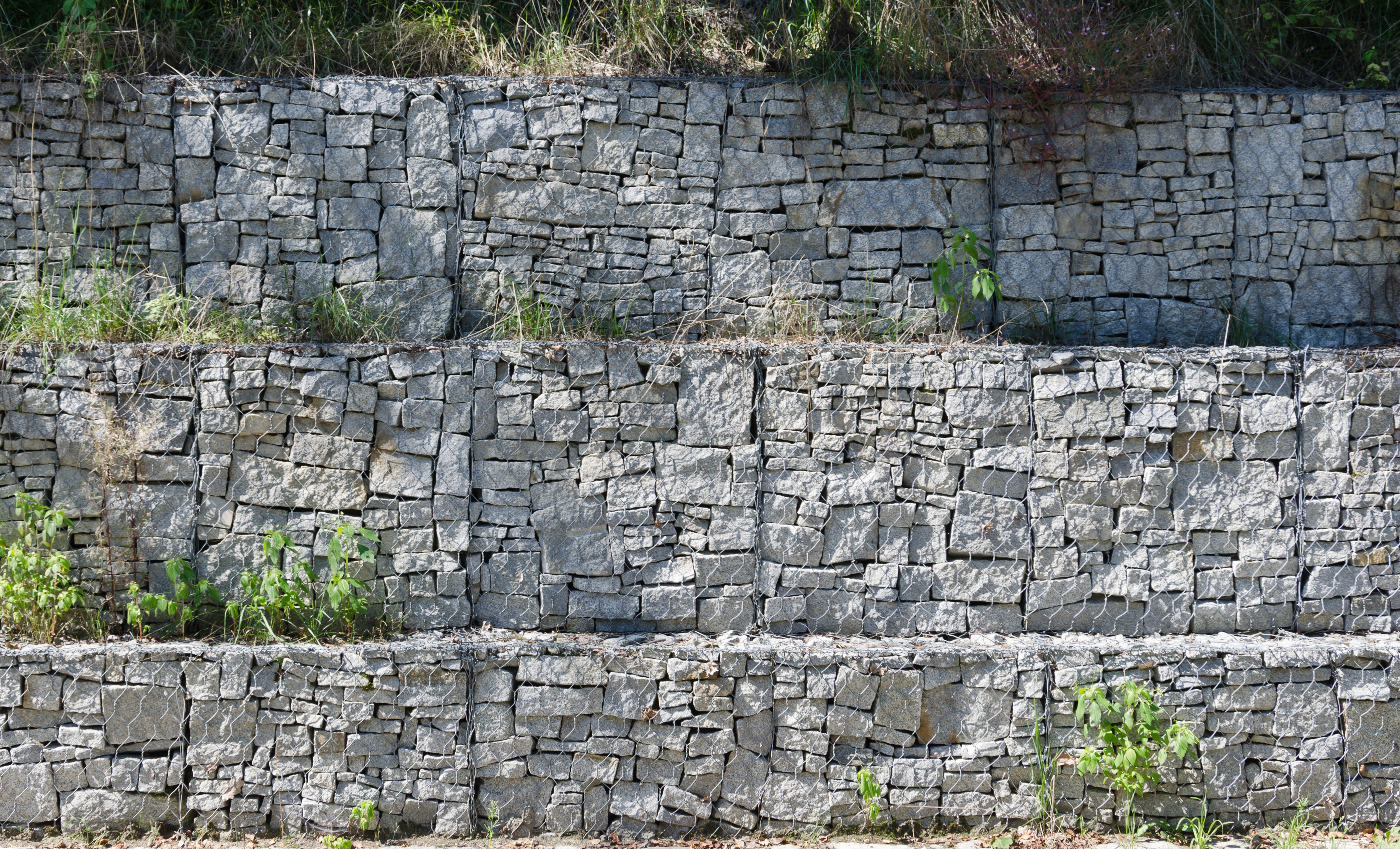
Gabiony w zbliżeniu

Wybrane sposoby stabilizacji osuwisk to:
- konstrukcje odwadniające
- przypory dociążające
- przypory filtracyjne
- konstrukcje oporowe
- gwoździowanie
- geotekstylia.

Konstrukcje odwadniające
Jeżeli siły zsuwające są większe niż przeciwdziałająca im przypora, należy rozpatrzeć możliwość zastosowania konstrukcji w postaci ostróg drenujących. Ostrogi te są wypełnione materiałem kamiennym zabezpieczonym przed kolmatacją (zamulaniem) obsypką z warstwy filtracyjnej lub geowłókniną. Stosownie do warunków, można je wykonywać w różnej formie. Rozstaw pomiędzy ostrogami nie powinien przekraczać wysokości skarpy. Mogą one stanowić przyporę lub konstrukcję podtrzymującą skarpę.
Przypory dociążające
W przypadku gdy niewysoka skarpa lub zbocze są zbudowane z gruntów słabych zazwyczaj wystarczy zastosować podparcie przyporą zbudowaną z narzutu kamiennego żwiru, pospółki, piasku lub gruboziarnistego żużla wielkopiecowego. Materiał przypory powinien posiadać korzystne właściwości filtracyjne, a u dołu skarpy lub zbocza należy ująć wodę i odprowadzić z terenu osuwiskowego.
Przypory filtracyjne
Przypory filtracyjne wykonuje się w wąskoprzestrzennych wykopach o szerokości 1.0 do 2.0m. Są one wcięte prostopadle do zbocza. Jako ich wypełnienie najlepiej jest stosować kamień łamany, który należy zabezpieczyć przed kolmatacją (zamulaniem) na przykład za pomocą obustronnej obsypki filtracyjnej lub geowłókniny. Omawiane przypory wykonuje się poniżej warstwy wodonośnej i powierzchni poślizgu.
Konstrukcje oporowe
Można stosować do stabilizacji małych i średnich osuwisk, ale przy niezbyt głęboko położonej płaszczyźnie poślizgu. W żadnym wypadku nie mogą one stanowić przegrody spiętrzającej wodę. Konstrukcja oporowa może być wykonana z koszy gabionowych w powiązaniu na przykład z gruntem zbrojonym.
Gwoździowanie
Grunt gwoździowany powstaje w wyniku uzbrojenia gruntu rodzimego za pomocą kotew biernych (prętów, gwoździ), przez co uzyskuje wytrzymałość na rozciąganie i ścinanie. Polega na wytworzeniu w obrębie górotworu (skarpy, wykopu, nasypu) materiału geokompozytowego (struktury, bryły) o znacznie wyższych parametrach wytrzymałościowych w porównaniu do pierwotnych parametrów gruntu. Dla gwoździowania jako metody zbrojenia gruntu najistotniejsza jest efektywność zespolenia gwoździ i gruntu. Jest to sposób zapewnienia stateczności globalnej skarpy. Natomiast stateczność przypowierzchniowa zapewniana jest przez zastosowanie siatki stalowej o wysokiej wytrzymałości, którą mocuje się do głowic gwoździ przy pomocy systemowych płytek kotwiących.
Sposób ten, od dawna stosowany do budowy tuneli i stabilizacji skalnych zboczy. Jest wykorzystywany również do stabilizacji ścian wykopów, zboczy, stromych skarp lub wzmacniania podłoża gruntowego.
Geotekstylia
Geotekstylia w różnej postaci geosiatek, geotkanin, geowłóknin lub konstrukcji komórkowych stanowią przydatny materiał przy stabilizacji osuwisk. Mogą one być zastosowane pomocniczo do:
- zbrojenia skarp nasypów,
- przy budowie drenaży,
- do wzmocnienia słabego podłoża pod nasypami,
- do powierzchniowego zabezpieczenia skarp, nie wymagających gwoździowania.